# François Legrand
François Legrand (* 26. března 1970 Grenoble) je francouzský sportovní lezec, bývalý reprezentant, legenda prvních světových závodů i skalního lezení. První a trojnásobný vítěz Mistrovství světa, čtyřnásobný vítěz Rock Masteru v Arcu, pětinásobný vítěz Světového poháru, první vítěz Mistrovství Evropy a dvojnásobný mistr Francie v lezení na obtížnost.

## Výkony a ocenění
Patří k sedmnácti francouzským lezcům mezi hvězdami světového lezení, o kterých napsal Heinz Zak ve své knize Rock Stars z roku 1995.
- čtrnáctinásobná nepřetržitá nominace na prestižní závody Rock Master v Arcu, kde získal řadu medailí
- Nejvyšší počet vítězství (pět) mezi muži, i na stupních vítězů byl celkem osmkrát v celkovém hodnocení Světového poháru ve sportovním lezení na obtížnost (šestkrát zvítězila Belgičanka Muriel Sarkany).[1]
- Jako první přelezl ve Francii cestu obtížnosti 9a

### Sportovní výstupy ve skalách

#### 9a
- 2000: Robi In The Sky, Les Goudes, Calanques, Francie - 1. francouzské 9a, 30m převislá cesta na památku Legrandova otce, v lednu 2009 cestu poprvé zopakoval až český lezec Adam Ondra[2][3][4]

#### 8c+/5.14c
- 2002: Necessary Evil, Virgin River Gorge, USA - pátý přelez cesty (Chris Sharma 1997)
- 2000: Getto Booty, Mount Charleston, USA - první přelez
- Hasta La Vista, Mount Charleston, USA
- Le Bronx, Orgon, Francie
- La Connexion, Orgon, Francie
- Reini's Vibe, Massone, Itálie
- Claudio Caffé, Terra Promessa, Arco, Itálie - první přelez

#### 8c/5.14b
- Le Plafond, Volx, Francie - první 8c ve Francii (B. Moon, 1989)
- Maginot Line, Volx, Francie (B. Moon, 1989)
- Macumba Club, Orgon, Francie
- Injustice, Orgon, Francie
- U.F.O., Calanques, Francie
- Pterodactile, Tolone, Francie
- Moutchiki, Luberon, Francie
- Facile, Mount Charleston, USA

### Závodní výsledky
| Mistrovství světa | Mistrovství světa | Mistrovství světa | Mistrovství světa | Mistrovství světa | Mistrovství světa | Mistrovství světa | Mistrovství světa |
| Rok               | 1991              | 1993              | 1995              | 1997              | 1999              | 2001              | 2003              |
| ----------------- | ----------------- | ----------------- | ----------------- | ----------------- | ----------------- | ----------------- | ----------------- |
| Obtížnost         | 1                 | 1                 | 1                 | 3                 | 11-12             | 20                | 45-49             |

| Arco Rock Master | Arco Rock Master | Arco Rock Master | Arco Rock Master | Arco Rock Master | Arco Rock Master | Arco Rock Master | Arco Rock Master | Arco Rock Master | Arco Rock Master | Arco Rock Master | Arco Rock Master | Arco Rock Master | Arco Rock Master | Arco Rock Master |
| Rok              | 1990             | 1991             | 1992             | 1993             | 1994             | 1995             | 1996             | 1997             | 1998             | 1999             | 2000             | 2001             | 2002             | 2003             |
| ---------------- | ---------------- | ---------------- | ---------------- | ---------------- | ---------------- | ---------------- | ---------------- | ---------------- | ---------------- | ---------------- | ---------------- | ---------------- | ---------------- | ---------------- |
| Obtížnost        | 1                | ?                | 2                | 3                | 1                | 3                | 4                | 1                | 1                | 2                | 8-9              | 4                | 9                | 12               |

| Masters Serre-Chevalier | Masters Serre-Chevalier | Masters Serre-Chevalier | Masters Serre-Chevalier | Masters Serre-Chevalier | Masters Serre-Chevalier | Masters Serre-Chevalier | Masters Serre-Chevalier | Masters Serre-Chevalier |
| Rok                     | 1992                    | 1993                    | 1994                    | 1995                    | 1996                    | 1997                    | 1998                    | 1999                    |
| ----------------------- | ----------------------- | ----------------------- | ----------------------- | ----------------------- | ----------------------- | ----------------------- | ----------------------- | ----------------------- |
| Obtížnost               | 2                       | 2-4                     | 1                       | 2                       | 1                       | 1                       | 1                       | 21-22                   |

| Další Masters | Chambery | L'Argentiere | ESPN X-Games Newport | San Diego X-Games |
| Rok           | 1992     | 1994         | 1996                 | 1997              |
| ------------- | -------- | ------------ | -------------------- | ----------------- |
| Obtížnost     | 5        | 15           | 4                    | 1                 |

- ročníky kolem roku 1990 nejsou digitalizované (především závody Masters)

| Světový pohár (nahoře jsou poslední závody v roce) | Světový pohár (nahoře jsou poslední závody v roce) | Světový pohár (nahoře jsou poslední závody v roce) | Světový pohár (nahoře jsou poslední závody v roce) | Světový pohár (nahoře jsou poslední závody v roce) | Světový pohár (nahoře jsou poslední závody v roce) | Světový pohár (nahoře jsou poslední závody v roce) | Světový pohár (nahoře jsou poslední závody v roce) | Světový pohár (nahoře jsou poslední závody v roce) | Světový pohár (nahoře jsou poslední závody v roce) | Světový pohár (nahoře jsou poslední závody v roce) | Světový pohár (nahoře jsou poslední závody v roce) | Světový pohár (nahoře jsou poslední závody v roce) |
| Rok                                                | 1990                                               | 1991                                               | 1992                                               | 1993                                               | 1994                                               | 1995                                               | 1996                                               | 1997                                               | 1998                                               | 1999                                               | 2000                                               | 2001                                               |
| -------------------------------------------------- | -------------------------------------------------- | -------------------------------------------------- | -------------------------------------------------- | -------------------------------------------------- | -------------------------------------------------- | -------------------------------------------------- | -------------------------------------------------- | -------------------------------------------------- | -------------------------------------------------- | -------------------------------------------------- | -------------------------------------------------- | -------------------------------------------------- |
| Obtížnost                                          | 1                                                  | 1                                                  | 1                                                  | 1                                                  | 2                                                  | 2                                                  | 5                                                  | 1                                                  | 5                                                  | 2                                                  | 8                                                  | 16                                                 |
| jednotlivě (15/9/1) =25                            | ?                                                  | -, · , · -, · -5, · , ·                            | 13, · 4, · , · 25, · , ·                           | , · , · -, · , · , ·                               | , · dis, · , ·                                     | , · , · 5, ·                                       | 11, 5, 6                                           | , · , · , · 10, · 5                                | , · 34, · 7-8                                      | 7, · 4, · , · 11                                   | 31-35, · 8-10, · 8, · , · 35-37                    | , · -, · -, · 18-25, · 45-47                       |

| Mistrovství Evropy | Mistrovství Evropy | Mistrovství Evropy | Mistrovství Evropy | Mistrovství Evropy | Mistrovství Evropy |
| Rok                | 1992               | 1996               | 1998               | 2000               | 2002               |
| ------------------ | ------------------ | ------------------ | ------------------ | ------------------ | ------------------ |
| Obtížnost          | 1                  | 9                  | 10-14              | 12-13              | 7                  |

* v roce 1994 se ME nekonalo
| Mistrovství Francie | Mistrovství Francie | Mistrovství Francie | Mistrovství Francie | Mistrovství Francie | Mistrovství Francie |
| Rok                 | 1988                | 1991                | 1992                | 1993                | 1996                |
| ------------------- | ------------------- | ------------------- | ------------------- | ------------------- | ------------------- |
| Obtížnost           | 2                   | 2                   | 1                   | 1                   | 2                   |